# Biljajivka
Biljajivka (ukrainsk: Біля́ївка}, ukrainsk udtale: [b⁽ʲ⁾iˈlʲɑ.jiu̯.kɐ]) er en by i Odessa rajon, Odessa oblast, Ukraine. Byen havde indtil 2020 status af By af regional betydning og var også det administrative centrum for Biljajivka rajon. Byen ligger i Dnjestrs delta, på østbredden af floden Turuntjuk. Søen Safjany ligger i nærheden af byen.
Byen har 12.477 indbyggere (2021).

## Historie
Bebyggelsen blev grundlagt af ukrainske kosakker efter udryddelsen af Zaporozka Sitj. Landsbyen kaldet Holovkivka blev første gang nævnt i 1792. Bosætterne fra Poltava-regionen blev flyttet hertil i 1794. Bosættelsens første navn stammer fra navnet på den berømte ukrainske kosakleder, kosakgeneral dommer Antin Holovaty (en).

## Galleri
- Sankt Nikolaus-kirken
- Dormitionskirken
- Mindesmærket for Anden Verdenskrig i centrum af byen
- Bådehavn
- Udsigt fra Safjanysøen